# Ober-Ingelheim
Ober-Ingelheim (bis 2009 Ingelheim-Süd) ist ein Stadtteil von Ingelheim am Rhein im Landkreis Mainz-Bingen. Der Stadtteil wurde zusammen mit Frei-Weinheim, Nieder-Ingelheim und Sporkenheim 1939 zur Stadt Ingelheim am Rhein vereinigt. Vor der französischen Revolution war Ober-Ingelheim das politische Zentrum des Ingelheimer Grundes, der Teil der Kurpfalz war.
Dank des Ingelheimer Oberhofs und des hier ansässigen gleichnamigen Adelsgeschlechts genoss das Reichsdorf Ober-Ingelheim ein schweres politisches Gewicht im Ingelheimer Grund.

## Geografie
Der Stadtteil liegt zwischen der Selz und dem Mainzer Berg in einer Höhe von 90–135 Meter über NN, im sogenannten Selztal. Der Ortskern liegt östlich der Selz. Die östliche Gemarkungsgrenze liegt oberhalb auf dem Mainzer Berg sowie die westliche auf dem Westerberg. Das Ortsgebiet reicht nördlich bis zur Bahnstrecke Mainz-Bingen, wo der Stadtteil an Ingelheim-West grenzt.
Innerstädtisch grenzt Ober-Ingelheim im Norden an Nieder-Ingelheim, im Süden an Großwinternheim und nordwestlich an Ingelheim-West. Der Stadtteil grenzt östlich an Wackernheim. Jenseits des westlich gelegenen Westerbergs liegen Gau-Algesheim und Appenheim.

### Geologie
Der wasserreiche Boden am Hang zum rheinhessischen Plateau ist gekennzeichnet von Lössschichten und Tertiärkalk. Seit dem Frühmittelalter bestimmen Weinreben das Bild der Landschaft, die die früheren Waldflächen verdrängten. Kleinere Waldstücke blieben bis heute noch auf dem Westerberg erhalten. Im Tal wird die Selz von Grünland und Weiden gesäumt.

## Geschichte
Erste Siedlungsspuren hinterließen die Römer in Form von einigen Villae Rusticae und mindestens einer archäologisch nachgewiesenen Villa Urbana. Anfang des 6. Jahrhunderts gründeten, nach dem Rückzug der Römer angesiedelte Franken die Ursprungsdörfer der heutigen ingelheimer Stadtteile Freiweinheim Nieder-Ingelheim und schließlich Ober-Ingelheim. Nieder- und Ober-Ingelheim erhielten dabei den Eigennamen des fränkischen Sippenhäuptlings Ingilo.
Nachdem ab 774 im Bereich des heutigen Nieder-Ingelheims die Pfalz des Kaisers Karl zu einem politischen Zentrum aufstieg, entwickelte sich auch Ober-Ingelheim und die übrigen Dörfer in der Umgebung zu privilegierten Reichsdörfer, da in diesen Dörfer die Bediensteten der Pfalz ansässig waren. Der staufische Kaiseradler im Wappen von Ober-Ingelheim zeugt von der einstigen Reichsunmittelbarkeit des Dorfes. Die bediensteten der Pfalz nannte man die freien manen des richs, aus dieser Gruppe entstand das ober-ingelheimer Adelsgeschlecht. Die Gruppe dominierte im Mittelalter das wirtschaftliche und gesellschaftliche Leben in Ober-Ingelheim und sorgte dafür, dass Ober-Ingelheim unter den Reichsdörfern des Ingelheimer Grundes bis zur französischen Revolutionszeit eine Vorrangstellung genoss.
Ab dem 14. Jahrhundert wurde ein Rittergericht eingeführt, den Ober-Ingelheimer Oberhof. Die Schöffenbank war zumeist mit Adeligen aus Ober-Ingelheim (von Ingelheim) und Großwinternheim (von Obentraut) besetzt. Der Oberhof war als Rechtshilfe und Berufungsinstanz nach altem deutschen Recht zu verstehen. Dem Oberhof waren mehrere Ortsgerichte unterstellt im Raum zwischen Alzey und Bacharach. Man begann zu dieser Zeit auch den Bau der Ortsbefestigung um Ober-Ingelheim die Anfang des 15. Jahrhunderts fertiggestellt wurde. Gegen Ende des 14. Jahrhunderts wurde der Ingelheimer Grund durch Karl IV. an die Kurpfalz verpfändet. Seitdem war Ober-Ingelheim regelmäßig Huldigungsort der Kurpfalz, womit sich die Gemeinden des Ingelheimer Grundes ihre hohen Privilegien verdienten.
Mit dem Beginn der Industriellen Revolution im 19. Jahrhundert begann der endgültige politische Niedergang Ober-Ingelheims im Ingelheimer Grund, den es seit den napoleonischen Kriegen nicht mehr gibt und wurde von Nieder-Ingelheim abgelöst, das dank der zahlreichen industriellen Betriebe auf seinem Territorium ein Übergewicht gewann.

## Politik
Vor der Stadtwerdung war Ober-Ingelheim ein eigenständiger Ort.

### Bürgermeister vor Stadtwerdung
- Georg Rückert (1931–April 1933)
- Johann L. Gaul (1933–1938)
- Franz Bambach (1938–1939)

## Kultur und Sehenswürdigkeiten

### Bauwerke

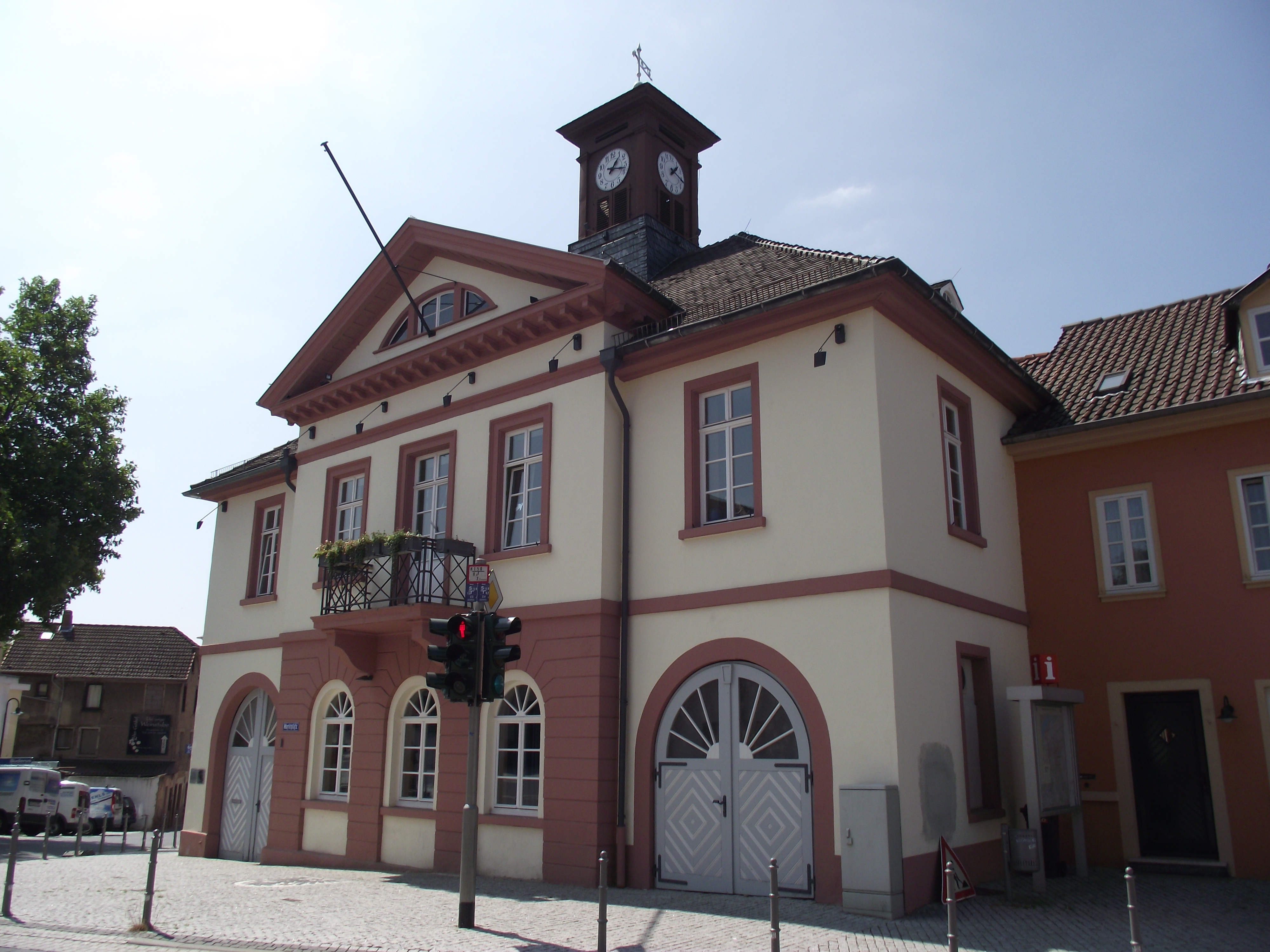
Altes Rathaus am Marktplatz
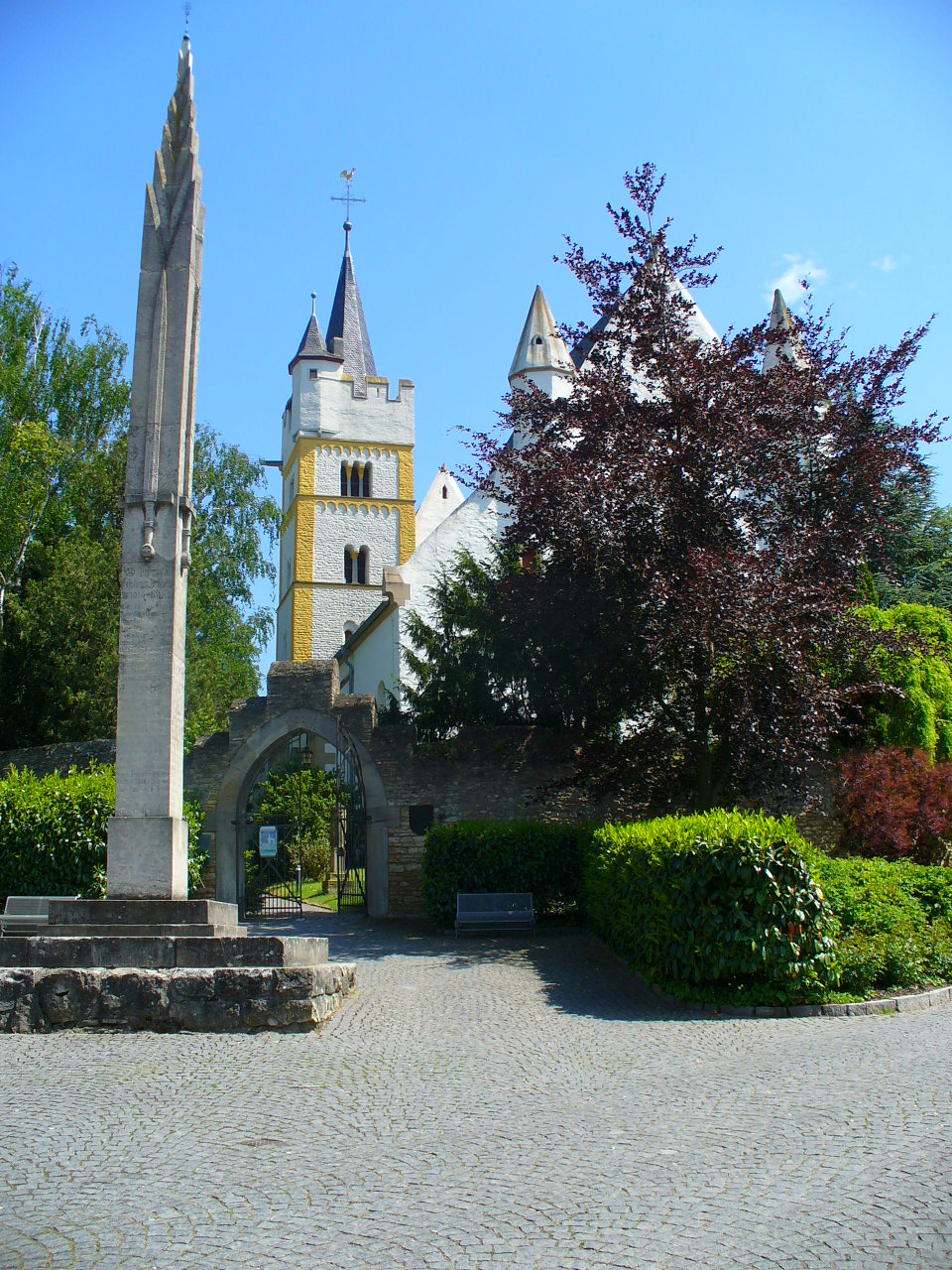
Burgkirche mit Kriegerdenkmal

Neben der historischen Bebauung rund um den ehemaligen Ortsmittelpunkt sind viele weitere historische Baudenkmäler erhalten geblieben.
Die Burgkirche zählt zu den besterhaltenen Wehrkirchen im südwestdeutschen Raum. Sie ersetzte eine romanische Vorgängerkirche. Die Kirche liegt innerhalb eines doppelten Mauerrings aus dem 13. Jahrhundert. Sie wurde bis ins 15. Jahrhundert erweitert und umgebaut und erst mit der Verlängerung des westlichen Langhauses 1468 fertiggestellt.
Ihr romanischer Turm diente unter anderem als Archiv für den Ingelheimer Oberhof. Auch war die Kirche lange Zeit Grablege der Adeligen aus Ober-Ingelheim. Nach der Reformation wurde sie den Protestanten zugesprochen. Seit 2003 hat sie wieder ihre ursprüngliche Farbgebung aus dem 15. Jahrhundert.
Heute sind nur noch Reste der Ortsbefestigung zu erkennen; am besten erhalten ist die Wehranlage an der Burgkirche, die in östlicher Richtung mit einem doppelten Mauerring und Zwinger ausgestattet war. In den letzten Jahren wurde die Anlage restauriert und begehbar gemacht. Der Malakoffturm ist der größte der Wachtürme und diente auch als Verlies. Auch der Mauerabschnitt am Seufzerpfad ist gut erhalten. Dort kann man noch den ehemaligen Burggraben erkennen. Auch sind noch einige der Vorlagetürme und drei der ehemaligen Stadttore Uffhubtor, Ohrenbrücker Tor sowie das Stiegelgässer Tor erhalten.

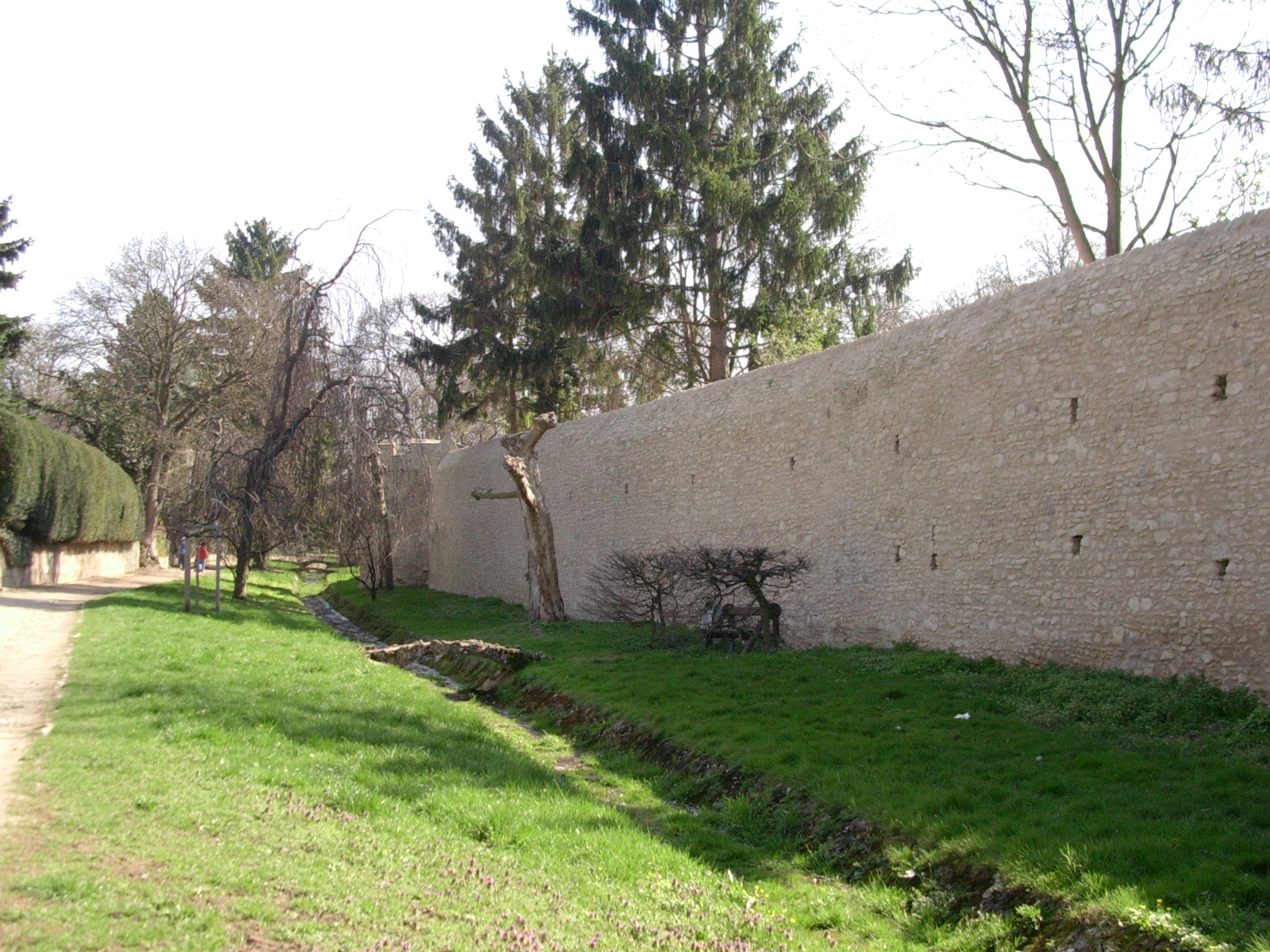
Reste der Ortsbefestigung am Seufzerpfad
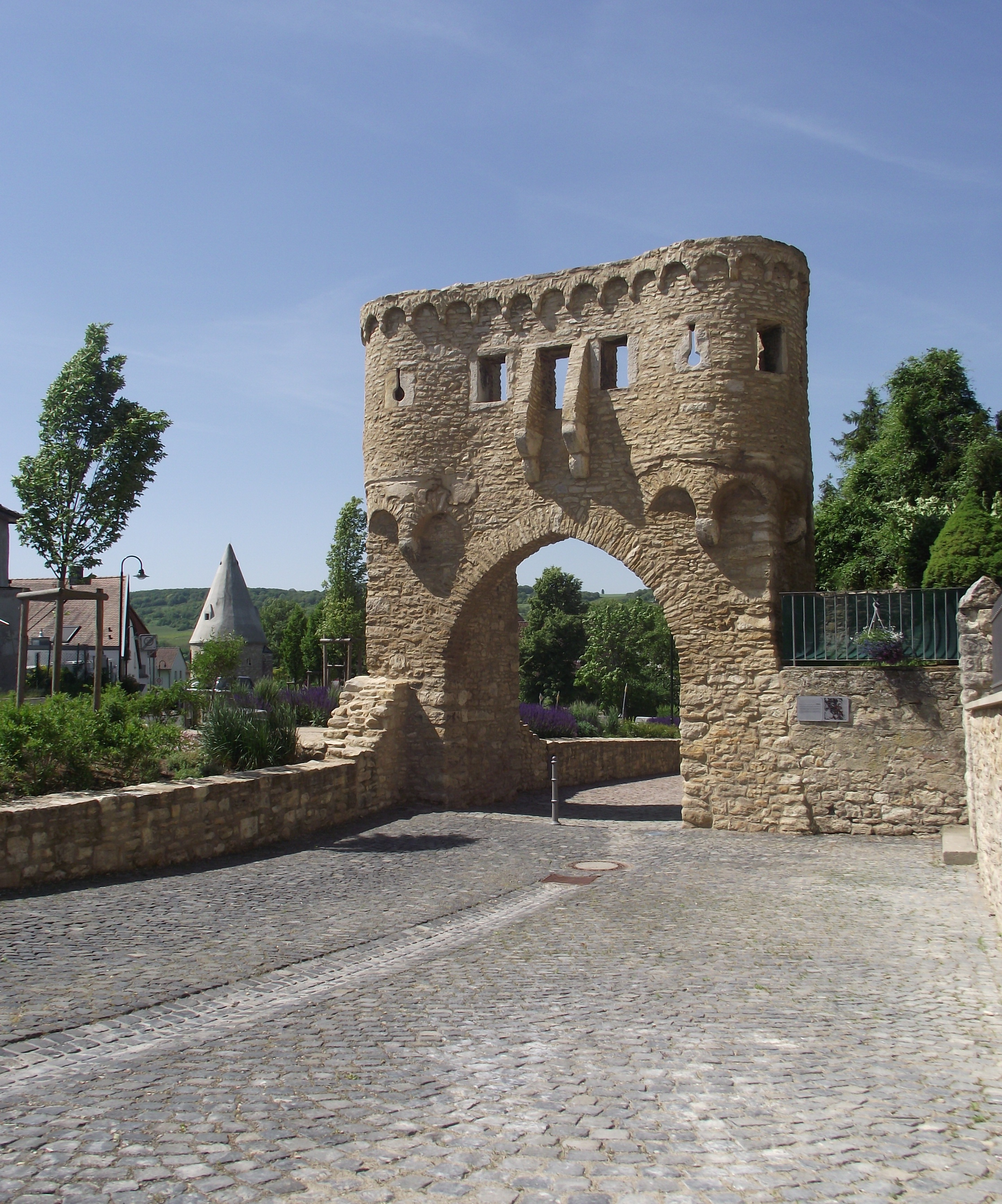
Uffhubtor, das am besten erhaltene Stadttor

Der Bismarckturm wurde 1912 fertiggestellt und war der teuerste in Rheinland-Pfalz. Ursprünglich war für Ingelheim der Entwurf „Götterdämmerung“ vorgesehen, dazu kam es allerdings nicht. Professor Wilhelm Kreis entwarf einen Bismarckturm eigens für Ingelheim. Er besteht vorwiegend aus Kalksteinen aus der Umgebung. Der eigentliche Turm war schon 1910 fertig, die Kuppel hingegen erst 1912. Im Eingangsbereich wird Otto von Bismarck mit der Inschrift ZU / BISMARCKS / EHR auf einer Sandsteintafel geehrt. Darüber befindet sich ein Balkon. Bis zum Zweiten Weltkrieg fanden am Turm Sonnwendfeste und Bismarck-Gedenkfeiern statt. Gegenwärtig wird der Turm zur Weihnachtszeit mit Lichteffekten als Ingelummer Kerz illuminiert.

### Sport
Der Schwerpunkt der Turn- und Sportgemeinde 1848 Ober-Ingelheim liegt auf Geräteturnen und turnerischen Mehrkämpfen. Daneben werden auch Kurse wie Tischtennis, Volleyball und Showtanz angeboten.

### Regelmäßige Veranstaltungen
Im Stadtteil wird mit dem Rotweinfest jährlich vom letzten Septemberwochenende bis zum ersten Oktoberwochenende das größte Heimatfest der Stadt rund um die Burgkirche veranstaltet. Das Eurofolk-Festival, das immer an einem Wochenende Mitte Juli stattfindet, wird ebenfalls an der Burgkirche veranstaltet.

## Wirtschaft und Infrastruktur

### Öffentliche Einrichtungen
2012 wurde das Alte Gymnasium in ein Stadtteilhaus umgebaut. Dieses beherbergt nun neben Seminarräumen zum anmieten und einem Café, das Mütter- und Familienzentrum (Mütze).

### Verkehr
Der Stadtteil wird von der Landstraße 428 durchquert, die aus Großwinternheim kommend vor Ober-Ingelheim in zwei Arme getrennt wird. Der eine biegt in Richtung Ober-Ingelheim ab und führt in die Ingelheimer Innenstadt, der andere wird um den Ortskern geführt und mündet in die L419 beim Boehringer Werksgelände in Ingelheim-West.
Im Nahverkehr ist Ober-Ingelheim mit den regionalen Omnibuslinien 75 nach Mainz, 640 nach Nieder-Olm und 643 nach Nieder-Hilbersheim und Gau-Algesheim verbunden. Dazu verkehrt noch eine Stadtbuslinie 612 nach Sporkenheim über Ingelheim Bahnhof, Nieder-Ingelheim und Frei-Weinheim.

## Persönlichkeiten
- Johann Philipp Weitzel (1826–1903), Gutsbesitzer und Politiker aus Ober-Ingelheim
- Johann Schreiber (1881–1935), Politiker (DDP), war als Rechtsanwalt in Ober-Ingelheim tätig
- Alois Maria Giani (1912–1998), Schauspieler, Hörspiel- und Synchronsprecher aus Ober-Ingelheim
- Ralf Claus (* 1960), Oberbürgermeister von Ingelheim, lebt in Ober-Ingelheim